# Valovis Commercial Bank

Altes Logo bis 2010

Die Valovis Commercial Bank AG (1990 bis 1993 Optimus Bank für Finanzservice GmbH, bis 2002 „Optimus Bank für Finanz-Service GmbH“, bis 2004 Karstadt Quelle Bank GmbH, bis 2010 „KarstadtQuelle Bank AG“) war eine im Privatkundensektor tätige Bank mit dem Hauptsitz in Neu-Isenburg.

## Geschichte
Die Bank wurde 1990 von Hertie gegründet. Hertie wurde 1994 von der Karstadt AG übernommen. Im Jahr 1993 erwarb die Berliner Bank einen Anteil von 50 %, den sie nach Pressemitteilungen vom Oktober 1994 an Hertie verkaufte. Zwischenzeitlich war sie eine Tochtergesellschaft (100 %-Beteiligung) der KarstadtQuelle Finanz Service GmbH, die ihrerseits je zur Hälfte Arcandor und der ERGO Versicherungsgruppe gehörte. Am 1. April 2009 wurde sie ein Tochterunternehmen der Valovis Bank (ehem. Karstadt Hypothekenbank AG), die zu 100 % von dem KarstadtQuelle Mitarbeitertrust e. V. gehalten wird.
Die Bank tätigte ihren Vertrieb neben dem Direktgeschäft (via Internet und Telefon) über 9 Filialen in Karstadt-Warenhäusern. Die Filialen wurden bis Ende des Jahres 2009 sukzessive geschlossen.
Sie bot im Wesentlichen Konsumentenkredite und festverzinsliche Sparprodukte an. Die Bank bot als erste Bank in Deutschland in Kooperation mit Mastercard eine kostenlose Kreditkarte an. Per 2010 hatte die Bank circa 900.000 Mastercard-Kreditkarten ausgegeben und war damit der größte Herausgeber in Deutschland.
Im März 2007 erfolgte die Umfirmierung der Karstadt Quelle Hypothekenbank in die Valovis Bank AG, die neben dem Hauptsitz in Essen eine Niederlassung in Neu-Isenburg bei Frankfurt am Main unterhielt. Die Valovis Bank AG hielt alle Anteile an der Valovis Commercial Bank AG, die bis März 2010 als Karstadt Quelle Bank firmierte. Sie war ebenfalls alleinige Eigentümerin der Universum Inkasso GmbH.
Im September 2011 folgte rückwirkend die Verschmelzung der Valovis Commercial Bank AG auf die Valovis Bank AG per 1. Januar 2011.
Nachdem die Verschmelzung im Handelsregister der übernehmenden Valovis Bank am 16. September 2011 eingetragen wurde, ist die Löschung der Valovis Commercial Bank am 22. September 2011 erfolgt.
Von der Öffentlichkeit unbemerkt gab der Einlagensicherungsfonds Deutscher Banken im Jahr 2011 für die Valovis Bank eine Garantie über 100 Millionen Euro ab, da sich die Bank mit griechischen Staatsanleihen verkalkulierte und in Schieflage geriet.
Ende 2013 verkündete die Targobank, weite Teile des Privatkundengeschäftes zu übernehmen. Das Augenmerk galt den 800.000 Kreditkartenkunden der früheren Karstadt-Quelle Bank.
Seit der Rückgabe der Banklizenz im Juli 2018 firmiert die frühere  Valovis Bank AG als ENDIR1 Abwicklungsgesellschaft mbH.